# Міклош Козма
Міклош Козма (угор. Vitéz Leveldi Kozma Miklós; 5 вересня 1884, Орадя — 8 грудня 1941, Ужгород) — угорський політик, міністр оборони і внутрішніх справ. Один із засновників Угорської асоціації національної оборони.

## Кавалерійський офіцер
Народився в сім'ї генерала Ференца Козми, відомого поета, який писав під псевдонімом Ніколас Бард (поетом був і його дядько, політик-антисеміт Шандор Козма). Дід Міклоша Козми був особисто знайомий з Шандором Петефі.
Козма закінчив Академію Ludoviceum, в 1904 отримав звання лейтенанта в гусарському полку. Навчався також на юридичному факультеті Католицького університету Петера Пазманя.
У Першій світовій війні воював на Східному і Італійському фронтах. Дослужився до капітана австро-угорської кавалерії. Був нагороджений медаллю військових заслуг Signum Laudis.

## Гортистський політик

### У громадянській війні
Козма був одним із творців Угорської асоціації національної оборони (MOVE). Підтримував революцію, але був звільнений із держслужби через критичне ставлення до уряду графа Карої. Перебрався в Сегед, де приєднався до військ Міклоша Горті. Очолював гортистську службу пропаганди, активно брав участь в угорській громадянській війні 1919. Був одним з найближчих соратників лідера угорських ультраправих Дюли Гембеша.
Був довіреною особою Горті і Гембеша, виступав посередником у конфліктах між ними. Саме через Козму Горті передав жорстку вимогу Гембешу утриматися від «заворушень справа», в іншому випадку погрожуючи розстрілом. З 1934 — член палати перів (Főrendiház) угорського парламенту.

## Медіамагнат, міністр і губернатор
7 серпня 1920 Козма за пропозицією Горті очолив Угорське телеграфне агентство (MTI). Протягом декількох років Козма створив розгалужену і технічно оснащену мережу кореспондентських пунктів, радіоточок і кінотеатрів. MTI поступово взяла під контроль всю угорську пресу, Козма вважався ефективним інформаційним менеджером, модернізатором угорського радіомовлення.
4 березня 1935 Козма зайняв пост міністра внутрішніх справ в уряді Дюли Гембеша. У 1936 Козма деякий час був також міністром оборони. У своєму програмному виступі Козма солідаризувався з Італією, підтримавши ефіопську війну режиму Муссоліні, висловився за більш жорсткий адміністративний контроль над виборчим процесом і пообіцяв посилити боротьбу з бідністю — «там, де вона дійсно існує».
Гембеш раптово помер 6 жовтня 1936. Уряд очолив Кальман Дараньї, з яким у Козми не склалася настільки ж тісна співпраця. 29 січня 1937 він пішов у відставку. Певну роль в цьому відіграв лідер Партії дрібних сільських господарів Тібор Екхардт (раніше соратник Козми по MOVE), який наполягав на несумісності статусів міністра і медіамагната.
1938 року особисто від тодішнього прем'єр-міністра Угорщини Імреді дістав завдання підготувати терористів, які опісля нелегально зі зброєю перетинали кордони Карпатської України (близько 800 осіб) і влаштовували терористичні акти проти влади та українського населення Карпатської України.
З 12 вересня 1940 до 8 грудня 1941 року Козма обіймав посаду регентського комісара (інша назва — губернатор Закарпаття).
Проводив політику асиміляції українців; переслідував український активістів, і водночас підтримував окрему «угроруську» ідентичність та діалект, окремий від українського. Підтримав заснування «Подкарпатського общества наук», виступивши на його відкритті 26 січня 1941 року, а також низки інших «угроруських» («карпаторусинських») організацій та видань.
Також ув відвертим антисемітом, у 1941 році виселив 13 000 закарпатських євреїв у район Кам'янця-Подільського, на той час уже захопленого німецькими військами, де ті були знищені німцями.
Козма раптово помер 1941 року. Похорон проходив за державним церемоніалом, за участю прем'єр-міністра Ласло Бардоша.
У сучасній Угорщині ставлення до фігури Козми в принципі негативне. Головна причина — його роль на першому етапі Другої світової війни, фактична участь у Голокості. Однак крайні праві кола високо оцінюють його діяльність і фактично успадкували плани зовнішньої експансії, особливо в Закарпатті. Періодично ставиться питання про відновлення зруйнованого в 1945 пам'ятника Міклошу Козма в Музеї радіо.